# Praunus inermis
Praunus inermis är en kräftdjursart som först beskrevs av Martin Heinrich Rathke 1843.  Praunus inermis ingår i släktet Praunus och familjen Mysidae. Arten är reproducerande i Sverige. Inga underarter finns listade i Catalogue of Life.